# Parallelia arcuata
Parallelia arcuata là một loài bướm đêm trong họ Erebidae.